# Ezékiás júdai király
Ezékiás, más írásmóddal Hiszkija, Hizkijáhu (héberül: חִזְקִיָּ֫הוּ ,חִזְקִיָּ֫ה ,יְחִזְקִיָּ֫הוּ / Ḥizkiyyahu, Ḥizkiyyah ['erősségem az Úr'], görögül: Ἐζεκίας [Ezékiás] a Septuagintában, latinul: Ezechias), (Kr. e. 739 k. – Kr. e. 687) Júda társkirálya Kr. e. 729-től, királya Kr. e. 716-tól haláláig, Kr. e. 697-től fiával, Manasséval együtt uralkodott. Az asszír fennhatóság alatt uralkodva megkísérelte az asszírok kultuszával szemben a zsidó vallási hagyományokat érvényesíteni, és bizonyos  mértékű politikai függetlenséget szerezni. Tevékenységére a Dávid aranykora iránti nosztalgia nyomta rá a bélyegét. Uralkodásának idejére esik Szin-ahhé-eriba hadjárata Jeruzsálem ellen.

## Élete
Akház király fiaként született.Huszonöt esztendős volt, mikor uralkodni kezdett, és huszonkilencz esztendeig uralkodott Jeruzsálemben. Jámbor király volt, Ézsaiás próféta tanácsára a Templomból kihányatta az elődei idején felhalmozódott kultikus szennyet, idegen istenek oltárait és áldozati kellékeit, s egész országot megtisztította a bálványozástól:

„3. És kedves dolgot cselekedék az Úr szemei előtt , a mint az ő atyja Dávid cselekedett volt.
4. Ő rontotta le a magaslatokat, törte el az oszlopokat, és vágta ki az Aserát, és törte össze az érczkígyót is, a melyet Mózes csinált; mert mindez ideig az Izrael fiai jóillatot tettek annak, és nevezék azt Nékhustának.
5. Egyedül az Úrban, Izrael Istenében bízott, és ő utána nem volt hozzá hasonló Júda minden királyai között sem azok között, a kik őelőtte voltak.
6. Mert az Úrhoz ragaszkodott, és el nem hajlott ő tőle, és megőrizte az ő parancsolatait, a melyeket az Úr Mózesnek parancsolt vala.”

– 2Kir, 18:3–6

Nem sokkal hatalomra kerülése után valószínűleg csatlakozott a környező államok asszír ellenes lázadásához: II. Sarrukín asszír király Kr. e. 710-ben Júda "leveréséről" beszélt. Később Ezékiás Merodach-Baladánnal Babilónia királyával próbált szövetkezni Asszíria ellen. Ezért Kr. e. 701-ben Sarrukín utóda, Szín-ahhé-eríba hatalmas büntető sereggel vette körül Jeruzsálemet, és Ezékiás már a megadásra gondolt, de prófétája, Ézsaiás Isten segítségével biztatta. S valóban, az ostromló sereg nagy részét egyetlen éjszaka megölte az Úr angyala, a maradék pedig elvonult a város alól. Nagy betegségében is a prófétához fordult Ezékiás, s az gyógyulást ígért neki, és hogy a király hitét megerősítse ebben, kérésére csodát eszközölt ki az Úrtól: a Nap járása megfordult, és az árnyék visszafelé haladt tíz fokon a lépcsőn. Néhány év múlva valószínűleg ismét lerohanta Júdát. A felkelések mind kudarcot vallottak, de Jeruzsálem épségben megmaradt.

## Egyéb
Ezékiás királyra tisztelettel tekintett vissza később Sirák fia is:

„19. Hiszkija megerősítette városát: vizet vezetett belsejébe, megfúrta a sziklát vassal, és vízgyűjtőt épített.
20. Napjaiban vonult fel Szanherib, és elküldte Rábsakét, felemelte kezét ellenük, kinyújtotta kezét Sion ellen, és elbízta magát magát hatalmában.
21. Megrendült ekkor a szívük és kezük, és gyötrődtek, mint a vajúdó asszony,
22. hívták az Urat , az irgalmast, kiterjesztették kezüket és ég felé emelték s a szentséges Úr, az Isten csakhamar meghallgatta szavukat.
23. Nem gondolt ő bűneikre, és nem adta át őket ellenségeiknek, hanem megmentette őket Izajás, a szent próféta által.
24. Megverte az asszírok táborát: tönkretette őket az Úr angyala.
25. Mert azt tette Hiszkija, ami Istennek kedves, és állhatatosan járt őse, Dávid útján, amint meghagyta néki Izajás, a nagy és Isten színe előtt hűséges próféta.
26. Az ő napjaiban ment hátrafelé a nap, és ő meghosszabbította a király életét.”

– Sir, 48:19–26